# Військова управа «Галичина»
Військова Управа «Галичина» — організаційний орган, створений Українським Центральним Комітетом з метою проведення організаційної роботи, необхідної для творення дивізії СС «Галичина».

## Формування ВУ
Усі члени Військової Управи пройшли затвердження губернатором «Дистрикту Галичина» Отто фон Вехтером. Головою Військової Управи «Галичина» Вехтер призначив свого дорадника полковника Альфреда Бізанца — галицького німця, колишнього підполковника УГА. Почесним головою став генерал Віктор Курманович. ВУ мала своїх уповноважених у дистрикті Галичина: окружних — 17, повітових — 33. Мала своє представництво і у Варшаві, що його очолював ветеран Армії УНР Михайла Поготовка.

## Список членів ВУ
- Голова — полковник Альфред Бізанц.
- Начальник канцелярії — сотник Осип Навроцький.
- Перший заступник начальника канцелярії — інженер Євген Пиндус [Архівовано 16 травня 2012 у Wayback Machine.].
- Відділ допомоги родинам — інженер Андрій Палій.
- Відділ душпастирства — о. доктор Василь Лаба.
- Відділ пропаґанди — мґр. Михайло Кушнір.
- Відділ здоров'я — доктор Володимир Білозор.
- Відділ доповнень — організація і вербування — інженер Михайло Хроновят.
- Правний відділ — доктор Іван Теодор Рудницький.
- Освітній відділ і другий заступник начальника канцелярії — мґр. Степан Волинець.
- Відділ старшин, згодом зв'язок з дивізією — доктор Любомир Макарушка.
- Військово-історичний відділ, переназваний згодом на історично-архівний відділ, — інженер Юрій Крохмалюк.
- Відділ молоді — мґр. Зенон Зелений.

## Праця між вояками
Усі члени ВУ, за винятком Юрія Крохмалюка, брали участь у воєнних діях під час Перших Визвольних Змагань. ВУ мала жіночу секцію. Головною місією Військової Управи було вербування добровольців. Управа організувала випуск власного друкованого органу: «До перемоги», що став основним засобом комунікації між дивізійниками та ВУ. Газета мала 4-8 сторінок, наклад: 6-8 тисяч. Тижневик виходив від Різдва 1944-го до Різдва 1945 року. Видання навіть переправляли за Збруч до Наддніпрянської України. Неофіційно роль зв'язкового між управою та воїнами СС «Галичини» виконував дивізійник Дмитро Паліїв.
Члени ВУ навідували дивізійників у вишкільних таборах.